# 毀滅號地車
《毀滅號地車》是一部1983年上映的香港剧情片，劉德華和嚴秋華主演，为刘德华主演的首部电影。故事圍繞兩兄弟与父亲的紧张关系和保罗与一個難民營內的越南少女的反叛愛情關係，題材敏惑，充滿戾氣。

## 剧情
陈保罗和阿迪是一对学生亲兄弟，他们在父母离婚后与居住在一起的父亲关系紧张，两兄弟经常跟一些学生和青年混在一起发泄对家庭和社会的不满情绪。两人的父親任職監獄署，與妻離婚後打算再娶女友錢慧儀，令原本反叛的兒子更反叛。保罗认识并爱上了一个偷渡客越南少女小思。
保罗、阿迪和几位好友为报复超市女老板而在超市大搞破坏之时，与赶来的警察发生冲突，阿迪被警察金刚打死。后来小思被金刚带队的警察抓获要被遣返到新几内亚。保罗对金刚怀恨在心，约他在一个商场比拼，最终驾车冲撞金刚的保罗被对方开枪打死。

## 角色
| 演員   | 角色   | 简介                         |
| 劉德華 | 陈保罗 | 陳家長子，学生               |
| 嚴秋華 | 阿迪   | 陳家次子，学生               |
| 劉美君 | 小思   | 偷渡来港的越南少女，未婚生子 |
| 岳華   | 陳父   | 監獄长官                     |

## 外部連結
- 香港影庫上《毀滅號地車》的資料（繁體中文）
- 时光网上《毀滅號地車》的資料（简体中文）
- 豆瓣电影上《毀滅號地車》的資料 （简体中文）
- AllMovie上《毀滅號地車》的资料（英文）
- 互联网电影数据库（IMDb）上《毀滅號地車》的资料（英文）